# Кристиан Фридрих фон Бюлов
Кристиан Фридрих фон Бюлов (на немски: Christian Friedrich von Bülow; * 27 август 1654; † 1 март 1734) е благородник от род фон Бюлов в Мекленбург-Предна Померания..
Той е син на Корд Йосуа фон Бюлов, господар в Прютцен (1612 – 1671) и втората му съпруга Анна София фон дер Люе († 1658), дъщеря на Гебхард фон дер Люе, господар на Варенхаупт, и Ида фон Рантцау, дъщеря на Волф фон Рантцау († 1620) и Ида фон Бухвалд († 1626). Внук е на Йоахим фон Бюлов, господар в Шарфсдорф († 1640) и Илзаба фон Хан († сл. 1644). Баща му се жени втори път за Илзаба Катарина фон Лепел († 1676).
Брат е на Куно Ханс фон Бюлов, господар в Гюлцов (* 1655), женен 1687 г. за Доротея Августа фон Люнебург († 1727), и на полковник-лейтенант Никола Кристоф фон Бюлов, господар в Агерупгард (1667 – 1740), женен 1641 г. за Цецилия Катрина Ветберг († 1757). По-малък полубрат е на Анна Катарина фон Бюлов (1644 – 1694), омъжена за Юрген Ернст фон Лепел (1629 – 1711).
Кристиан Фридрих фон Бюлов умира на 80 години на 1 март 1734 г.

## Фамилия
Кристиан Фридрих фон Бюлов се жени 1695 г. за Илзаба София фон Шперлинг († 1717), дъщеря на
Хинрих фон Шперлинг, господар в Рубов и Туров (1622 – 1670) и Урсула Доротея фон Негенданк. Те имат децата:
- Корд Ханс фон Бюлов (1696 – 1755), женен 1731 г. за Хартвига Доротея фон Бюлов (1711 – 1757), дъщеря на Хартвиг фон Бюлов (1674 – 1711) и Катарина Луиза фон Негенданк (1674 – 1727); имат син и дъщеря
- Урсула Доротея фон Бюлов (* 12 юни 1702, Прютцен; † 10 декември 1765, Ватмансхаген), омъжена 	1724 г. за Фридрих Вилхелм фон Фирек (* 21 юли 1682, Ватмансхаген; † 8 август 1735, Хилдесхайм), саксонски-полски полковник-лейтенант. Сестра му Елизабет Хелена фон Фирек (1679 – 1704) е метреса на датския крал Фредерик IV (1671 – 1730)
- Георг Улрих фон Бюлов (* 1703; † 10 септември 1779), женен 1751 г. за Сузана Мария фон Шрьодер; имат син